# Valle del Guamuez
Valle del Guamuez là một khu tự quản thuộc tỉnh Putumayo, Colombia. Thủ phủ của khu tự quản Valle del Guamuez đóng tại La Hormiga Khu tự quản Valle del Guamuez có diện tích 871 ki lô mét vuông. Đến thời điểm ngày 28 tháng 5 năm 2005, khu tự quản Valle del Guamuez có dân số 35919 người.